# علي البلهوان
علي البلهوان (13 أفريل 1909 -  10 مايو 1958) هو سياسي تونسي.

## تكوينه
ولد بتونس العاصمة.
دخل علي البلهوان كتاب بطحاء رمضان بأي بتونس العاصمة ثم مدرسة خير الدين الابتدائية ومنها إلى المدرسة الصادقية عام 1924 وتخرج منها عام 1930 ثم التحق بالسوربون بباريس حيث درس الفلسفة والآداب العربية. وبعد عودته إلى تونس عين عام 1935 أستاذا بالمدرسة الصادقية حيث كان له تأثير كبير على تلاميذه.

## الوطني
- برز علي البلهوان منذ كان يدرس بفرنسا حيث قام بدور قيادي في جمعية طلبة شمال أفريقيا المسلمين وحاضر على منبرها. وبعد عودته إلى تونس برز في صلب الحزب الحر الدستوري الجديد وقد تسبب له نشاطه في إقصائه من العمل عام 1938. وقد قام خلال أحداث أفريل 1938 بدور كبير إذ قاد مظاهرة كبيرة انطلقت من حي الحلفاوين يوم 8 أفريل، وألقي عليه القبض في اليوم الموالي ولم يطلق سراحه إلا بعد خمس سنوات (1943). اتجه عام 1951 إلى المشرق العربي للتعريف بالقضية التونسية.
- أما بعد الاستقلال، فقد انتخب علي البلهوان في المجلس التأسيسي في مارس/آذار 1956. وفي السنة الموالية أسندت إليه رئاسة بلدية تونس، غير أنه توفي في عام 1958.

## مؤلفاته
لقد برز علي البلهوان بمحاضراته التي كان يلقيها خاصة في أوساط الشباب، كما كتب المقالة الصحفية وصدر له:
- نحن أمة، وهو كتاب جدلي يدعم فيه فكرة وجود أمة تونسية.
- تونس الثائرة، وهو كتاب وثق فيه لأحداث المقاومة التونسية خلال النصف الأول من الخمسينات.

## تكريما له
أطلق اسم علي البلهوان على العديد من الشوارع والأنهج بالكثير من المدن التونسية، كما سميت باسمه جائزة علي البلهوان للشباب التي تسند لأصحاب البراعات والابتكارات من الشباب.

## وصلات خارجية
- علي البلهوان على موقع أرشيف الشارخ.

- المثقف المبدع